# 桐ケ谷
桐ケ谷（きりがや）は千葉県流山市にある地名。郵便番号は270-0172。

## 地理
流山市の中部に位置する。地域内に北千葉浄水場がある。
東は大畔、西は下花輪・南は三輪野山、北は上貝塚・谷と接している。

## 歴史

### 地名の由来
当地は江戸川沿いの崖であり、その一部が切れて谷状になった場所を「切り谷」と呼び、それが訛ったものであるといわれる。

### 沿革
- 1869年（明治2年）　葛飾県葛飾郡桐ケ谷村となる。
- 1871年（明治4年）　廃藩置県により印旛県葛飾郡桐ケ谷村となる。
- 1873年（明治6年）　県の統合及び、郡の分割により千葉県東葛飾郡桐ケ谷村となる。
- 1889年（明治22年）　東葛飾郡大畔村、小屋村、下花輪村、北村、南村、谷村、上貝塚村、上新宿村、上新宿新田、平方村、平方村新田、平方原新田、中野久木村、深井新田、東深井村、西深井村と合併し、東葛飾郡新川村大字桐ケ谷となる。
- 1951年（昭和26年）4月1日　流山町、八木村と合併し、東葛飾郡江戸川町大字桐ケ谷となる。
- 1952年（昭和27年）1月1日　江戸川町が流山町に改称。東葛飾郡流山町大字桐ケ谷となる。
- 1967年（昭和42年）1月1日　市制施行により、流山市大字桐ケ谷となる。

## 世帯数と人口
2017年（平成29年）11月1日現在の世帯数と人口は以下の通りである。
| 大字   | 世帯数 | 人口 |
| ------ | ------ | ---- |
| 桐ケ谷 | 31世帯 | 72人 |

## 小・中学校の学区
市立小・中学校に通う場合、学区は以下の通りとなる。
| 番地 | 小学校               | 中学校               |
| ---- | -------------------- | -------------------- |
| 全域 | 流山市立西初石小学校 | 流山市立西初石中学校 |

## 施設

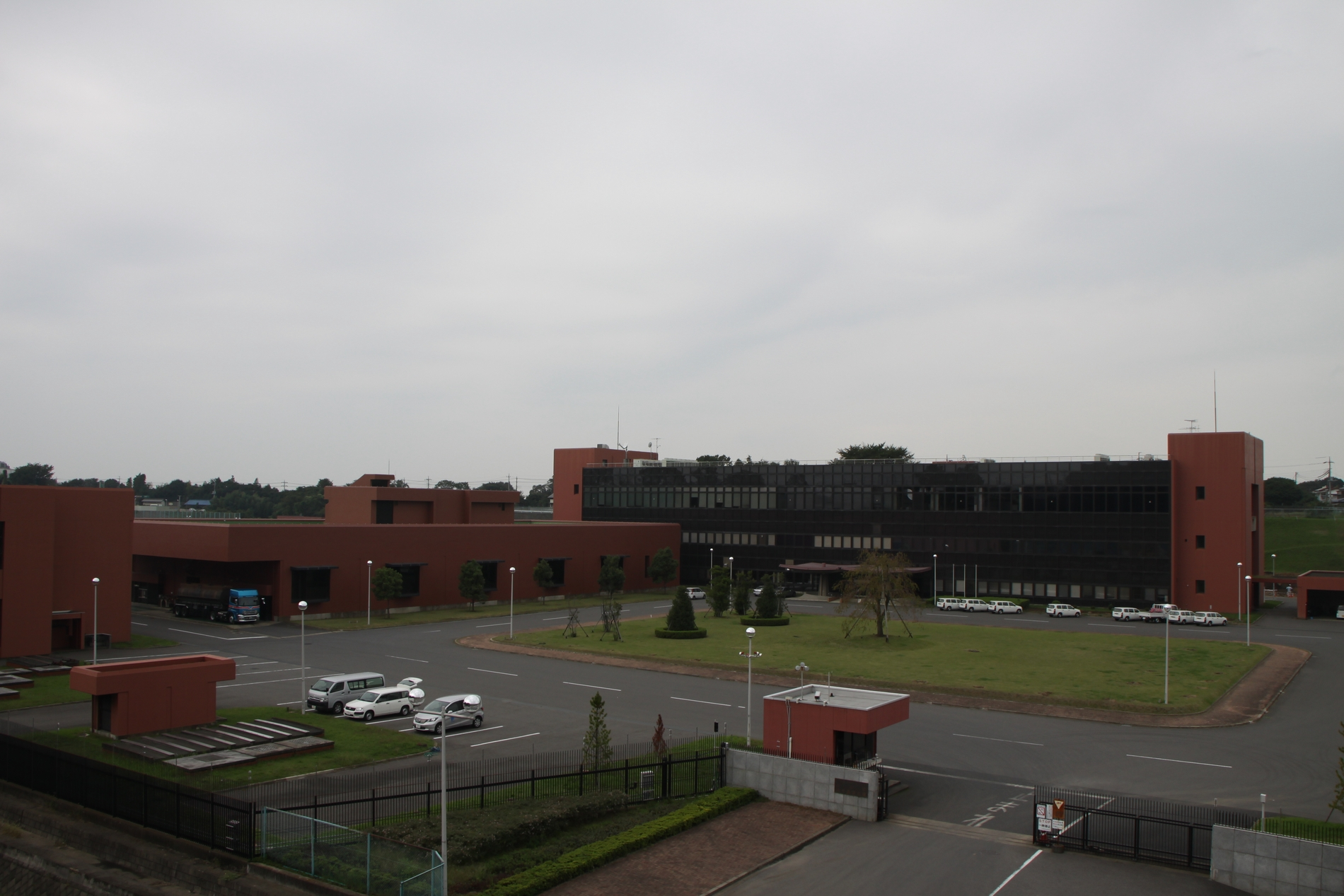
北千葉浄水場

- 北千葉浄水場